# 용오름

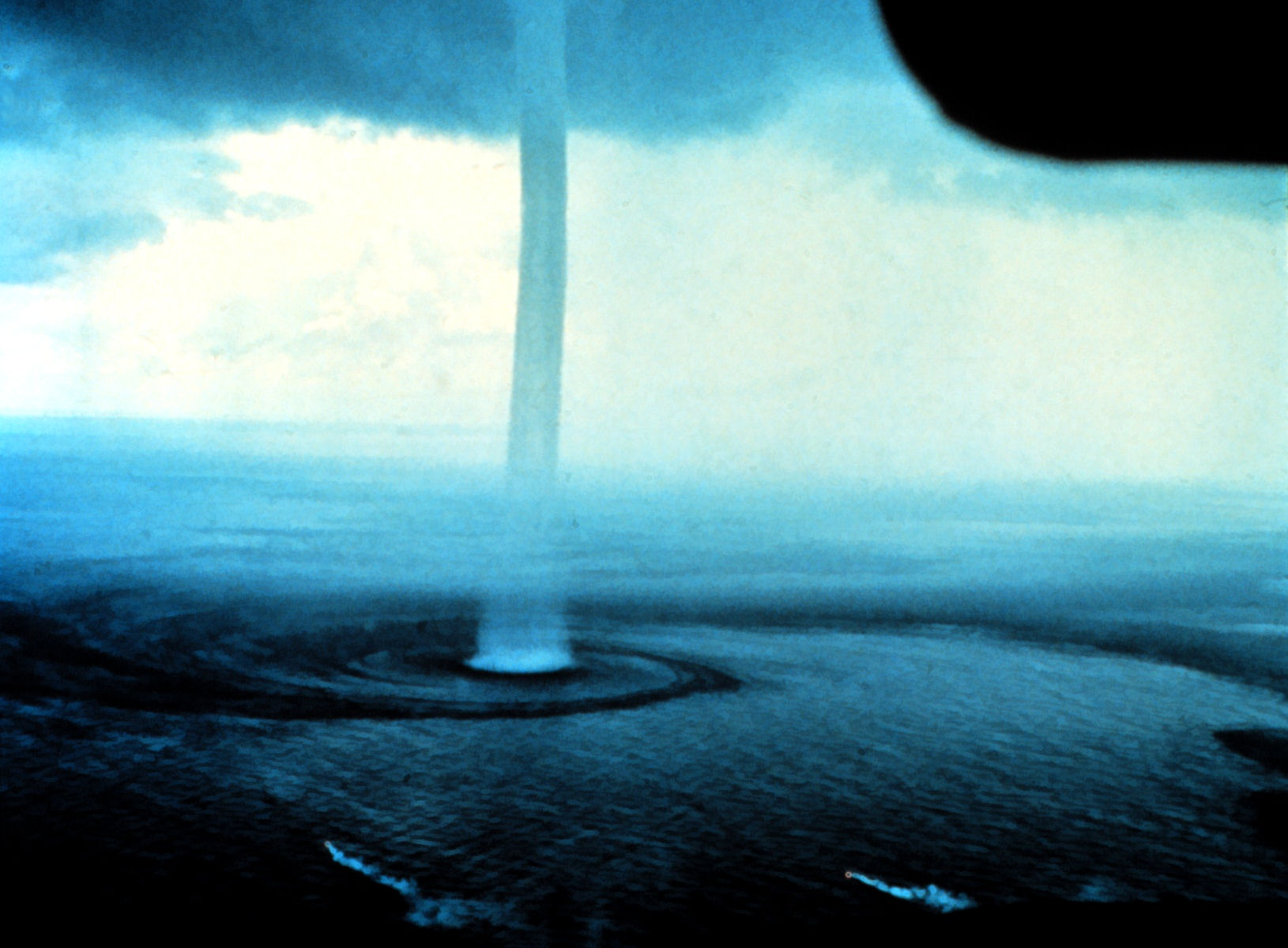
1969년 플로리다주 근처의 물기둥. 풍향과 일반적인 속도를 나타내기 위해 연기 흔적이 있는 두 개의 조명탄(사진 하단 근처)이 방출되었다.

용오름, 워터스파우트(waterspout), 물기둥은 수역 위에서 발생하는 회전하는 공기 기둥으로, 일반적으로 물과 접촉하는 깔때기구름 및 적운 모양의 구름으로 나타난다. 용오름에는 두 가지 유형이 있으며, 각각은 서로 다른 메커니즘으로 형성된다. 가장 일반적인 유형은 "맑은 날씨" 또는 "비토너딕" 용오름으로 알려진 약한 소용돌이이다. 덜 일반적인 다른 유형은 단순히 육지가 아닌 물 위에서 발생하는 고전적인 토네이도이다. 날씨가 좋은 용오름은 다섯 부분으로 구성된 수명 주기를 갖는다. 즉, 수면에 검은 점을 형성한다. 대부분의 용오름은 물을 빨아들이지 않는다.
용오름은 주로 열대 및 아열대 지역에서 형성되지만 유럽, 서아시아(중동), 호주, 뉴질랜드, 오대호, 남극 대륙 및 드물게 그레이트 솔트 호수에서도 보고된다. 일부는 미국 동부 해안과 캘리포니아 해안에서도 발견된다. 드물지만 호수 효과 눈 강수 띠와 관련하여 용오름이 관찰되었다.

## 같이 보기
- 불 회오리
- 깔때기구름